# Lamprosema rectistrialis
Lamprosema rectistrialis là một loài bướm đêm trong họ Crambidae.